# Kishū Tetsudō
Die Kishū Tetsudō (jap. 紀州鉄道株式会社 Kishū Tetsudō kabushiki-gaisha), auch unter der Abkürzung Kitetsu (紀鉄) bekannt, ist ein japanisches Immobilienunternehmen und eine Bahngesellschaft mit Sitz im Bezirk Chūō in Tokio.

## Unternehmen
Der wichtigste Aktionär ist das Unternehmen Tsuruya Sangyō mit einem Anteil von 47,8 % am Aktienkapital, gefolgt von Tsuruya Shōji mit 17,8 % (Stand: 31. März 2019). Das Unternehmen betreibt in erster Linie Hotels in verschiedenen Tourismusregionen Japans. Weitere Standbeine ist der Bau, die Vermietung und der Verkauf von Ferienhäusern, Villen und Eigentumswohnungen, ein Ferienresort und ein Reisebüro.
Das Unternehmen betreibt als Nebengeschäft die 2,7 km lange Kishū-Bahnlinie in Gobō in der Präfektur Wakayama, die zweitkürzeste Strecke des Landes.

## Geschichte
Am 24. Dezember 1928 erfolgte die Gründung unter dem Namen Gobō Rinkō Tetsudō mit dem Ziel, die im Westen der Kii-Halbinsel liegende Stadt Gobō mit der Kisei-Hauptlinie zu verbinden. Die Strecke ging am 15. Juni 1931 in Betrieb und Mitte der 1960er Jahre stand die Bahngesellschaft vor dem Konkurs. Das Hotel- und Immobilienunternehmen Bandai Dentetsu Real Estate, das 1969 aus der Konkursmasse der Bahngesellschaft Bandai Kyūkō Dentetsu hervorgegangen war, erwarb 1972 die stark defizitäre Gobō Rinkō Tetsudō und benannte sie im 1. Januar 1973 in Kishū Tetsudō um. Die Übernahme erfolgte hauptsächlich aus Prestigegründen, denn die Kundschaft assoziiert den Betrieb einer Bahnstrecke bis heute mit Vertrauenswürdigkeit. Aus diesem Grund ist diese seit jeher verlustbringende Geschäftstätigkeit eher als eine Art Werbung zu verstehen. 1978 verlegte die Kishū Tetsudō ihren Hauptsitz nach Tokio, seit 1979 gehört sie zur Tsuruya-Gruppe und 1980 wurde der Hauptsitz nach Tokio verlegt.